# Gieorgij Safarow

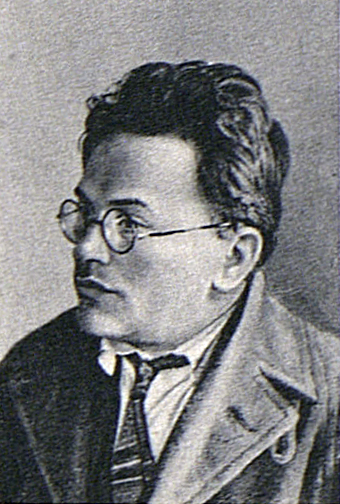
Gieorgij Safarow 1916

Gieorgij Iwanowicz Safarow (Woldin), ros. Георгий Иванович Сафаров (Вольдин) (ur. 3 listopada 1891 w Petersburgu, zm. 27 czerwca 1942 w Saratowie) – radziecki polityk i działacz partyjny.
Studiował w Petersburskim Instytucie Politechnicznym (nie ukończył), później w Instytucie Elektrotechnicznym we Francji, w 1908 wstąpił do SDPRR, w latach 1910-1917 przebywał w Szwajcarii. 16 kwietnia 1917 wrócił do Rosji w zaplombowanym wagonie przez Niemcy i został członkiem Piotrogrodzkiego Komitetu SDPRR(b); był także członkiem samarskiego gubernialnego komitetu SDPRR(b) i jekaterynburskiego gubernialnego komitetu SDPRR(b). W latach 1917–1918 towarzysz przewodniczącego Komitetu Wykonawczego Uralskiej Rady Obwodowej, w 1918 członek Prezydium tej rady i redaktor gazety "Jekaterynburski Robotnik", później pracownik Wydziału Politycznego 3 Armii, od lipca 1920 do lipca 1921 członek Turkiestańskiej Komisji KC RKP(b) i Rady Komisarzy Ludowych RFSRR, od grudnia 1920 do 1921 przewodniczący Turkiestańskiego Biura KC RKP(b). Od 16 marca 1921 do 17 kwietnia 1923 zastępca członka KC RKP(b), od sierpnia 1921 do 1922 kierownik wydziału Komitetu Wykonawczego Kominternu, od grudnia 1922 do czerwca 1924 członek Komitetu Wykonawczego Kominternu, od 1922 do stycznia 1926 redaktor gazety "Leningradzka Prawda" i sekretarz odpowiedzialny  rejonowego leningradzkiego komitetu RKP(b)/WKP(b), członek Północno-Zachodniego Biura KC RKP(b)/WKP(b), od 31 maja 1924 do 18 grudnia 1925 ponownie zastępca członka KC RKP(b). Od 13 maja 1926 do 1927 I sekretarz Ambasady ZSRR w Chinach, w 1927 skierowany do przedstawicielstwa handlowego ZSRR w Turcji, odmówił wyjazdu, 18 grudnia 1927 wykluczony z WKP(b) i zesłany na Syberię, 9 listopada 1928 ponownie przyjęty do partii. Od 1930 do grudnia 1934 kierownik Wydziału Wschodniego Komitetu Wykonawczego Kominternu.
W grudniu 1934 aresztowany, 16 stycznia 1935 skazany na 2 lata zesłania, w 1936 skazany na 5 lat więzienia. 27 czerwca 1942 rozstrzelany.